# آتور
آتور (انگلیسی: Ator) به مجموعه‌ای از چهار فیلم ایتالیایی گفته می‌شود که در دهه ۱۹۸۰ توسط جو داماتو با نام مستعار دیوید هیلز ساخته شد. داماتو نویسندگی و کارگردانی فیلم‌های اول، دوم و چهارم این مجموعه را برعهده داشت و خودش وجود فیلم سوم را انکار می‌کرد. شخصیت آتور در سه فیلم اول را مایلز اوکیف ایفا می‌کرد و اریک آلن کریمر در فیلم چهارم نقش پسرِ آتور را بازی کرد.
آتور یک شمشیرزن قهار، کیمیاگر، دانشمند، شعبده‌باز، محقق و مهندسی چیره‌دست بود که گاهی می‌توانست اجسامی از هوای رقیق بسازد (آنگونه که در فیلم آتور ۴ می‌بینیم).

## فیلم‌ها
- آتور شکست‌ناپذیر (۱۹۸۲)
- آتور ۲ - اوریون شکست‌ناپذیر (۱۹۸۴)
- آتور جنگنجوی آهنین (۱۹۸۷)
- در جستجوی شمشیر سترگ (۱۹۹۰)